# Hans Frederiksen
Hans Birger William Frederiksen (ur. 26 lutego 1905 w Maribo, zm. 18 listopada 1988 w Kopenhadze) – duński zapaśnik walczący w stylu klasycznym. Olimpijczyk z Berlina 1936, gdzie zajął dwunaste miejsce w wadze średniej.
Mistrz Danii w 1936 roku.

## Letnie Igrzyska Olimpijskie 1936
| Konkurencja          | Rundy eliminacyjne       | Rundy eliminacyjne     | Klas. końcowa |
| Konkurencja          | Przeciwnik I             | Przeciwnik II          | Miejsce       |
| -------------------- | ------------------------ | ---------------------- | ------------- |
| 79 kg styl klasyczny | Ercole Gallegati (ITA) P | Väinö Kokkinen (FIN) P | 12.           |